# Kina we Wrocławiu

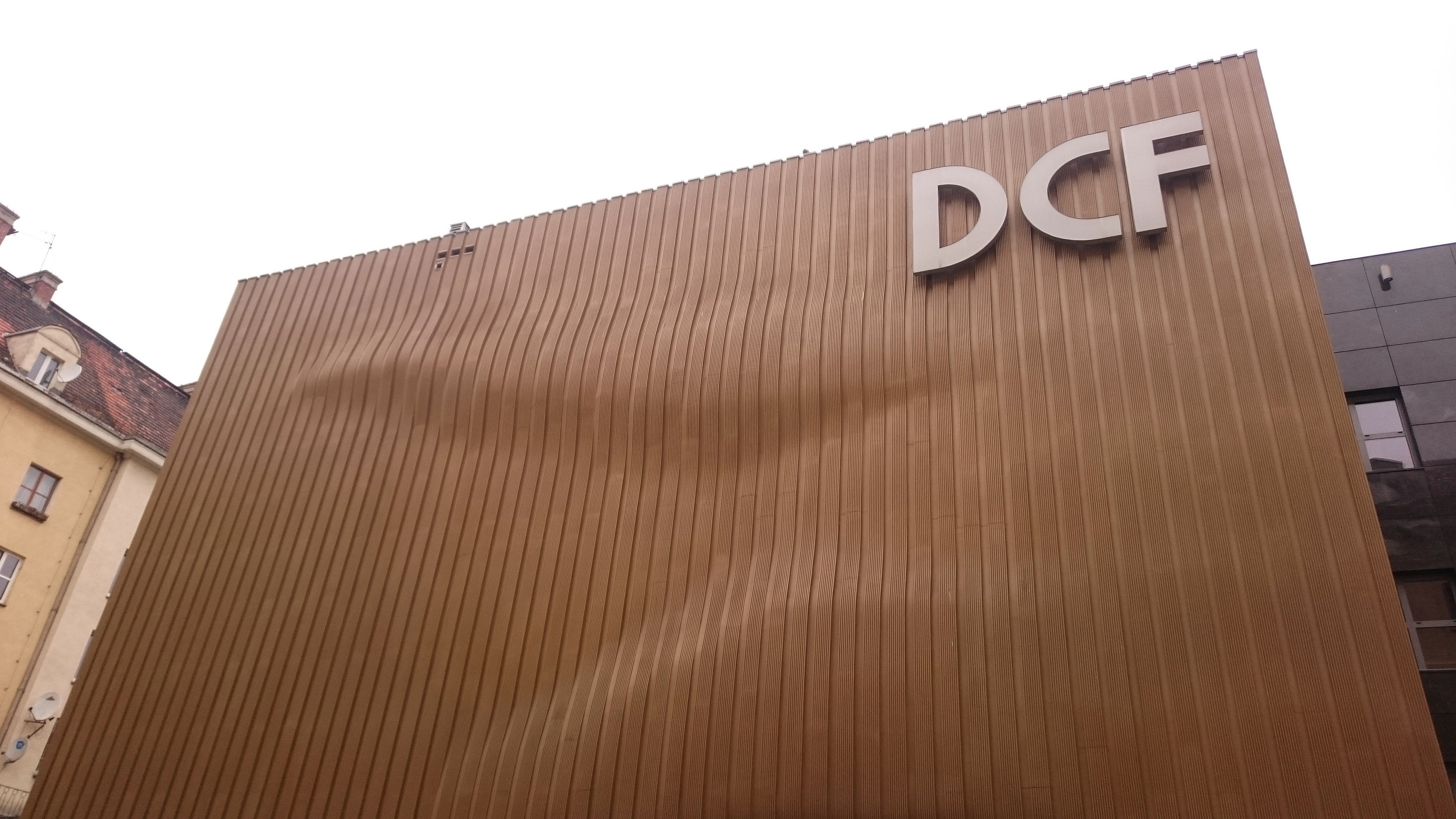
Dolnośląskie Centrum Filmowe

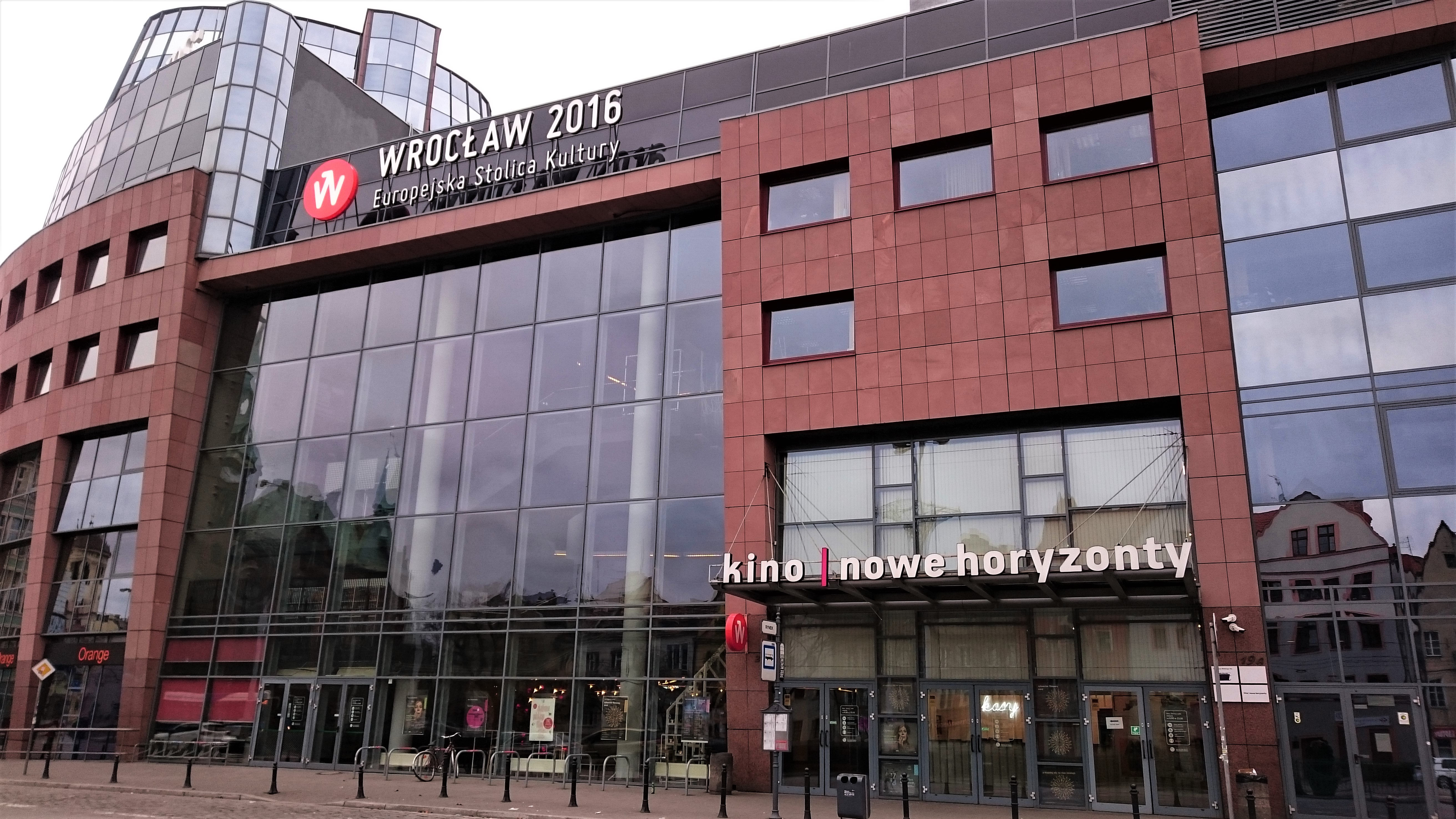
Kino Nowe Horyzonty

We Wrocławiu znajduje się 6 kin (stan na maj 2024). Multikina z wieloma salami kinowymi zastąpiły lub wyparły z rynku tradycyjne kina. Mają lepiej nagłośnione sale, lepszy sprzęt projekcyjny, oferują dodatkowe atrakcje gastronomiczne i niższe ceny biletów. Kina tradycyjne, najczęściej z jedną salą projekcyjną, nie wytrzymały konkurencji nowoczesnych kin.

## Historia kin we Wrocławiu

### Film we Wrocławiu przed 1906 rokiem
Historia kina we Wrocławiu sięga końca XIX wieku. Pierwszy pokaz przy zastosowaniu aparatury braci Lumière odbył się 7 września 1896 roku w sali Domu Koncertowego przy Gartenstrasse 39-41 (obecnie ul. Piłsudskiego). Zorganizowała go spółka Deutsche Automaten-Gesellschaft Stollwerck &Co. z Kolonii. Firma posiadała licencje do wyświetlania filmów na całym terytorium Niemiec. W kolejnych latach we Wrocławiu pojawiały się różne kina wędrowne i salowe. Np. w 1905 roku w dużej sali Wrocławskiego Domu Koncertowego odbywały się seanse kinematograficzne, których pomysłodawcą był inżynier Kade z Drezna. Seanse wyświetlano również w salach teatrów variétés.
Od roku 1905 nastąpił w Niemczech szybki rozwój kin stacjonarnych. O ile w roku 1905 w całych Niemczech istniało ok. 40 kin, to w 1913 roku było ich już ponad 3 tysiące, a w samym Wrocławiu funkcjonowały 23 kina.

### Kina stacjonarne
Pierwsze kina stacjonarne powstawały w małych salach, o niewielkiej liczbie miejsc. Nazywano je kintoppami, ze względu na dopuszczalną konsumpcję piwa. W pierwszych kinach nie istniał zakaz palenia tytoniu, serwowano różne trunki, a podczas seansów grała orkiestra lub występowali solowi artyści, jak np. włoski tenor Mario Coscia. Seanse kinowe składały się z krótkich filmów o różnej tematyce.
Pierwsze kino wrocławskie powstało w domu towarowym Victoria przy Nikolaistr. 65-68 (obecnie ul. św. Mikołaja). Kino nazywało się „Fata-Morgana”, zajmowało pow. ok. 90 m² i pełniło również rolę piwiarni. Pierwszym właścicielem kina była Sara Kayser. W 1909 roku kino zostało przebudowane i powiększone, dzięki czemu mogło pomieścić 139 widzów w 18 rzędach. W marcu 1913 roku kino zostało sprzedane Ernestowi Wendrinerowi, który przemianował je na Zentral-Kino, a po kilku miesiącach nowym właścicielem został Hermann Eichler, który zmienił nazwę kina na Nikolai-Lichtspiele.
Pod koniec 1907 roku we Wrocławiu istniało już 5 kin.

#### Kino Scala
W grudniu 1909 roku w miejsce teatru variétés „Scala” otworzono pierwsze duże kino „Colosseum”. Znajdowało się ono przy Nikolaistr. 27 (obecnie ul. św. Mikołaja 27). Kino liczyło 600 miejsc. Pierwszym kierownikiem kina był Conrad Scholz. W 1911 roku kino zostało sprzedane i zmieniło nazwę na Eden-Theater. W 1913 roku trafiło w ręce firmy Lichtspiel-Theater AG oraz kolejno w ręce prywatnych właścicieli. W 1932 roku kino kupiła firma Kosmos-Theaterbetriebe i przemianowała je na Scala-theater. W 1936 roku kino ponownie zmieniło właściciela i trafiło w posiadanie największego koncernu filmowego w Niemczech Uniwersum-Film AG (UFA). Po przebudowie w drugiej połowie lat 20. mogło pomieścić ponad 1000 osób. Po II wojnie światowej kino nadal funkcjonowało pod niezmienioną nazwą. Po 1955 roku przemianowano je na kino Pokój. Funkcjonowało do 1982 roku. Zostało wyburzone w 1999 roku i było jednym z najdłużej działających kin we Wrocławiu.

#### Kino Palast-Theater
We wrześniu 1910 roku zostało otwarte kino Palast-Theater. Znajdowało się ono przy Neue Schweidnitzer Str. 16 (obecnie ul. Świdnicka 44). Kino powstało w kamienicy kupca Moritza Branissa nad modną restauracją Palast-Restaurant. Pierwotnie kino mogło pomieścić ok. 430 osób w dużej sali (miało też mniejszą salę, gdzie okazyjnie organizowano projekcje), a po przebudowie wyższej kondygnacji w 1926 roku na część balkonową 650 widzów.
Pierwszym właścicielem kina był Franz Thiemer. Kino było bardzo popularne wśród mieszkańców. Po trzech i pół roku istnienia szczyciło się milionowym widzem, co dawało w przeliczeniu ok. 800 widzów dziennie.
Pod koniec I wojny światowej kino zostało przejęte przez firmę Kammer-Lichtspiele GmbH, a od 1922 roku należało do firmy Schauburg AG, która zarządzała nim do II wojny światowej.
Po powojennej odbudowie kino funkcjonowało do roku 1968, kiedy to z powodu złego stanu technicznego budynek rozebrano, a w jego miejsce zbudowano nowe Kino Warszawa.
Franz Thiemer był również właścicielem kina Monopol-Theater znajdującym się przy ulicy Ohlauerstr. 61 (obecnie ul. Oławska)

#### Kino Kammer-Lichtspiele
W październiku 1912 roku na Schweidnitzerstr 31, obecnie ul. Świdnicka 28, zostało otwarte kino Kammer-Lichtspiele. Kino powstało na posesji należącej do firmy Brauerei Pfeifferhof Carl Scholz. Kino składało się z sali projekcyjnej na 250 osób oraz balkonu na 130 osób. W rękach spółki kino znajdowało do 1928 roku, kiedy to zostało sprzedane firmie Schauburg AG für Theater und Lichtspiele. Swoją nazwę zatrzymało do roku 1943, kiedy to zostało przemianowane na Theater der Zeit, co wynikało z faktu, że pokazywano w nim przede wszystkim kroniki wojenne.
Po wojnie budynek został zaadaptowany na Teatr Kameralny.

#### Kino Tauentzien-Theater
W sierpniu 1913 roku zostało otwarte kino Tauentzien-Theater przy Tauentzienplatz 15 (obecnie pl. gen. T. Kościuszki). Jego właścicielem była spółka Tauentzien-Theater GmbH. Kino zostało zaprojektowane przez Alvina Wedemanna i powstało obok hotelu Residenz, gdzie postawiono budynek z dwupoziomową salą kinową liczącą na parterze 580 miejsc, a na balkonie ponad 300. W 1918 roku kino trafiło w ręce koncernu UFA i funkcjonowało do 1929 roku.

#### Kino Ufa-Theater
W 1920 roku firma UFA otworzyła na Tauentzien-platz 11 kolejne swoje kino (naprzeciwko swojego Tauentzien-Theater) – Ufa-Theater. W ten sposób na jednym placu spółka posiadała dwa podobne, ekskluzywne kina. Również i to zostało zaprojektowane przez Alvina Wedemanna i liczyło ok. 900 miejsc. Kinami zarządzała spółka Silesia-Theater GmbH pod kontrolą UFA. W 1923 kino przeszło pod zarząd nowej spółki akcyjnej Silesia-Ufatheater AG. W 1928 roku kino przeszło w dzierżawę UFA, a w 1933 roku należało już do spółki Tauentzien-Theater GmbH i przyjęło nazwę zamkniętego w 1929 roku kina Tauentzien-Theater. Pod tą nazwą istniało do 1945 roku.
W 1926 roku oba powyższe kina były najchętniej odwiedzanymi kinami we Wrocławiu.
Najczęściej odwiedzane kina wrocławskie w 1926 roku
| Kino               | Adres                     | Miejsce | %    | Widzowie  | %    | Przychody | %    |
| ------------------ | ------------------------- | ------- | ---- | --------- | ---- | --------- | ---- |
| Ufa-Theater        | Tauentzienplatz 11        | 916     | 8%   | 400 854   | 10%  | 520 742   | 13%  |
| Tauentzien-Theater | Tauentzienplatz 15        | 916     | 8%   | 372 881   | 9%   | 481 049   | 12%  |
| Palaster-Theater   | Neue Schweidnitzerstr. 16 | 618     | 5%   | 305 573   | 7%   | 402 026   | 10%  |
| Razem (3 kina)     |                           | 2 450   | 20%  | 1 079 308 | 26%  | 1 403 817 | 36%  |
| Razem (30 kin)     |                           | 12 047  | 100% | 4 120 669 | 100% | 3 932 278 | 100% |

#### Kino Deli
W 1927 roku w styczniu zostało otwarte kino Deli (Deli Deutsches Lichtspiel-Theater). Znajdowało się na rogu Alte Friedrichstr. 16-18 (obecnie ul. Nasypowa) i Kaiser-Wilhelm- s. 2 (obecnie ul. Powstańców Śląskich). Zaprojektowane przez architekta miejskiego Hansa Poelziga i przez wielu uważane za najnowocześniejsze kino we Wrocławiu. Na jego dachu umieszczony (od 1933 roku) największy w Niemczech 4,5 metrowy krzyż UFA (logo koncernu). Pierwotnymi właścicielami byli bracia Curt i Erwin Hirschbergowie. W 1930 roku oddali 50% udziałów firmie UFA, a w 1933 roku zostali zmuszeni do pozbycia się wszystkich udziałów tego, jak i innych kin wrocławskich. Kino miało dwupiętrowy balkon i 1100 miejsc. Zostało zniszczone w 1945 roku. W miejscu tym utworzono Multikino Arkady.

### Kina przedwojenne w liczbach
Na początku 1926 roku Wrocław miał 27 kin, pod koniec było ich 30 (do tego doliczyć należy kino Festspielhaus znajdujące się przy Lehmdamm 32, obecnie ul. Bolesława Prusa, które z powodu zwolnienia z obowiązku podatkowego nie było ujmowane w statystykach. Kino liczyło w 1926 roku 302 miejsca i należało do wspólnoty Fostspielgemeide E.V.). Łączna liczba miejsc w kinach wrocławskich w 1926 roku wynosiła 12 047. W 1931 roku działały już 32 kina z 18 016 miejscami. Popularność kin w tym samym okresie wzrosła z 4121 do 5604 widzów.
W 1935 roku, według spisu na dzień 31 marca, we Wrocławiu zarejestrowanych było 36 kin z 17 957 miejscami – pod względem liczby kin Wrocław zajmował siódme miejsce w Niemczech. Wśród tych kin, jedenaście liczyło do 300 miejsc, 9 kin: 301–500 miejsc, 13 kin: 501 -1000 miejsc i tylko 3 kina mieściły ponad 1000 widzów.
W 1942 roku we Wrocławiu funkcjonowało 37 kin wyposażonych w 18 925 miejsc. Kino Tauentzien-Theater odwiedzali wrocławianie w liczbie średnio 64 204 miesięcznie w okresie od 1 czerwca 1944 do 21 stycznia 1945 roku (ostatni seans).

### Kina w roku 1942
W 1942 w czasie II wojny światowej we Wrocławiu czynnych było 37 kin.
- Kino Alhambra – kinoteatr znajdowało się przy ul. Ketzerberg 27 (obecnie pl. Dominikański, dawny Zaułek Koci).
- Kino Apollo-Lichtspiele – znajdowało się przy ul. Adalbertstr. 8 (obecnie ul. kard. Stefana Wyszyńskiego 8)
- Kino Askania-Lichtspiele – znajdowało się przy ulicy Tauentzienstr. 92 (obecnie ul. gen. Tadeusza Kościuszki 92)
- Kino Astoria-Palast – znajdowało się przy ul. Fürstenstr. 32 (obecnie ul. Grunwaldzka 32)
- Kino Atlantik – znajdowało się Gräbschener Str. 74 (obecnie ul. Grabiszyńska 74)
- Kino Atrium-Lichtspiele – znajdowało się przy ulicy Ohlauer Stadtgraben 21 (obecnie ul. Podwale 83)
- Kino Beh-Lichtspiele – znajdowało się przy ulicy Heinrichstr. 21-23 (obecnie ul. Henryka Brodatego 17)
- Kino Capitol – znajdowało się przy ulicy Gartenstr. 67 (obecnie Piłsudskiego 67 Teatr Muzyczny Capitol). Zostało otwarte w lutym 1929 roku. Było największym kinem w przedwojennym Wrocławiu[13] (obecnie Teatr Muzyczny Capitol). Zostało zaprojektowane w przez Friedricha Lippa[14]
- Kino Ceh-Lichtspiele – znajdowało się przy ulicy Hummerei 3-5 (obecnie róg ul. Kazimierza Wielkiego i ul. Świdnicka 10)
- Kino Europa-Lichtspiele – kinoteatr znajdował się przy ulicy Friedrich Wilhelm Str. 67 (obecnie róg ul. Legnickiej i ul. Młodych Techników 2)
- Kino Festspielhaus – znajdowało się przy ulicy Lehmdamm 32 (obecnie ul. Bolesława Prusa 32), późniejsze kino Lalka. Kino zostało założone w 1926 roku w miejscu wcześniejszego Domu Spotkań św. Jadwigi powstałego w 1923 roku.
- Kino Filmburg – znajdowało się przy ulicy Sandstr 1 (obecnie ul. Piaskowa 1)
- Kino Gloria-Palast – znajdowało się przy ulicy Schweidnitzer Str 37 (obecnie ulica Świdnicka).
- Kino Hundsfelder-Lichtspiele – znajdowało się przy ulicy Ölserstr. 28 (obecnie ul. Bolesława Krzywoustego)
- Kino Kammer-Lichtspiele – Schweidnitzerstr 31 (obecnie Świdnicka 31)
- Kino Kristall-Palast – znajdowało się przy ulicy Klosterstr. 47 (obecnie ul. gen. Romualda Traugutta 47)
- Kino Lichtburg-Theater – znajdowało się przy ulicy Gräbschener Str. 94a (obecnie ul. Grabiszyńska 94);
- Kino Matthias-Lichtspiele – znajdowało się przy ulicy Matthias Str. 37 (obecnie ul. Bolesława Drobnera str. południowa)
- Kino Metropol-Film-Theater – znajdowało się przy ulicy Frankfurter Str. 117-119 (obecnie ul. Legnicka strona południowa pomiędzy Niedźwiedzią i Białowieską).
- Kino Odertor-Lichtspiele – znajdowało się przy ulicy Weinstr. 53-55 (obecnie ul. Stefana Żeromskiego 53-55)
- Kino Olimpia – znajdowało się przy ulicy Taschenstr. 20 (obecnie Piotra Skargi 20), sala kinowa mogła pomieścić 75 widzów. Po wojnie w budynku znajdował się warsztat samochodowy
- Kino Ost-Lichtspiele – znajdowało się przy ulicy Tauentzienstr. 177 (obecnie ul. gen. Tadeusza Kościuszki 177)
- Kino Palast-Theater – znajdowało się na Neue Schweidnitzer Str. 16 (obecnie Świdnickiej 44), Kino zostało otwarte 3 września 1910 roku i mieściło 450 widzów.
- Kino Primus-Palast – znajdowało się przy ulicy Hubenstr. 10 (obecnie ul. Hubska 10)
- Kino Regina-Lichtspiele – znajdowało się przy ulicy Gartenstr. 85 (obecnie ul. marsz. Józefa Piłsudskiego 85)
- Kino Roxy Filmpalast – znajdowało się przy ulicy Kürassierstr. 15 (obecnie al. gen. Józefa Hallera 15), późniejsze Kino Przodownik, a następnie Lwów[15]
- Kino Schloß-Theater – znajdowało się przy ulicy Burglehnstr. (obecnie ulica Wolska)
- Kino Silesia-Lichtspiele – znajdowało się przy ulicy Frankfurter Str. 124 (obecnie ok. ul. Legnicka 62)
- Kino Scala-Theater – znajdowało się przy ulicy Gabitzstr. 20/22 (obecnie ulica Gajowicka)
- Kino Süd-Lichtspiele – znajdowało się przy ulicy Gabitzstr. 22 (obecnie ul. Wincentego Stysia 22)[16]
- Kino Tauentzien-Theater – kino-teatr znajdowało się przy ulicy Tauentzienplatz 11 (obecna ulica pl. gen. T. Kościuszki 14)[6]
- Kino Titania-Theater – znajdowało się przy ulicy Matthiasstr. 69-71a (obecnie ul. Jedności Narodowej 69-71) Po wojnie znajdowało się tu Kino Pionier
- Kino Tivoli – znajdowało się przy ulicy Neudorfstr. 35 (obecnie ul. Komandorska 37)[17]
- Kino UFA-Palast – kino znajdowało się przy ulicy Alte Friedrichstr. 16-18 (obecnie pl. Powstańców Śląskich)
- Kino Walhalla-Lichtspiele – znajdowało się przy ulicy Friedrich Wilhelm Str. 10 (obecnie ul. Legnicka 8-10)
- Kino Welt-Būhne – znajdowało się przy ulicy Friedrich Wilhelm Str.15 (ob. ulica Legnicka)
- Kino Zentral-Theater – znajdowało się przy ulicy Westendstr. 50-52 (obecnie ul. Zachodnia 50-52)

### Pozostałe kina
- Kino Gloria-Palast – znajdowało się przy ulicy Schweidnitzer Str. 37 (obecnie ul. Świdnicka 12-16)
- Kino Filmtheater Betriebe Beslau-Lissa – znajdowało się przy ulicy Lisa Burglehnstr 4 (obecnie Leśnica ul. Wolska 4)
- Kino Germania-Lichtspiele – znajdowało się przy ulicy Lisa Neumarkter Str. 11 (obecnie Leśnica ul. Średzka 11).
- Kino National-Theater – znajdowało się przy ulicy Klosterstr. (obecnie ulica Traugutta). Właścicielem kina był Paul Weissflog.
- Kino Schauburg – znajdowało się przy ulicy Gartenstr. 67 (obecnie ul. gen Józefa Piłsudskiego 67) > Dziś znajduje się tu Teatr Capitol
- Kino Urania-Theater – znajdowało się przy ulicy Ketzerberg 27 (obecnie pl. Dominikański/Zaułek Koci)

## Kina we Wrocławiu po 1945 roku

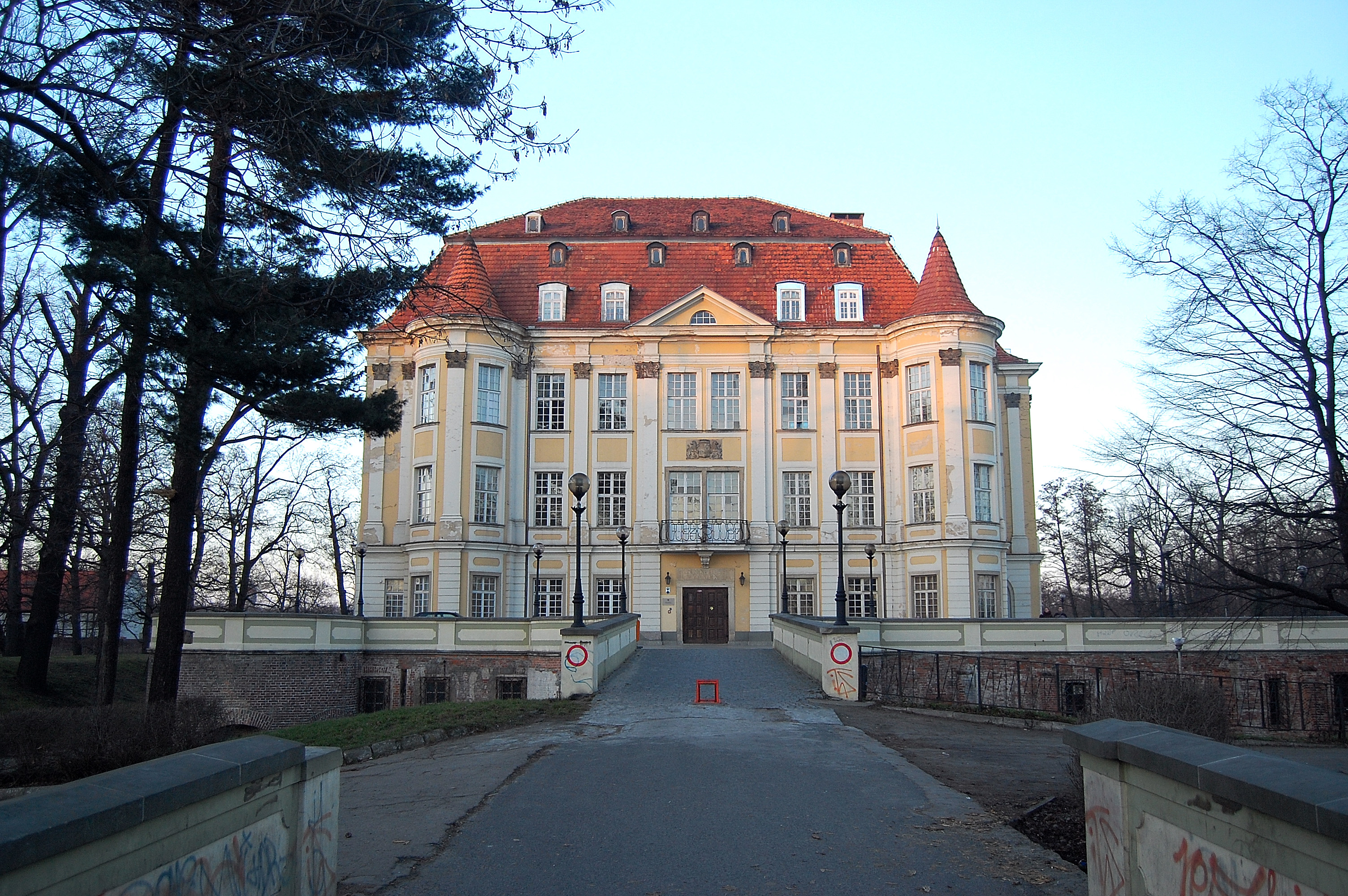
Zamek w Leśnicy, w którym znajdowało się Kino Zamek

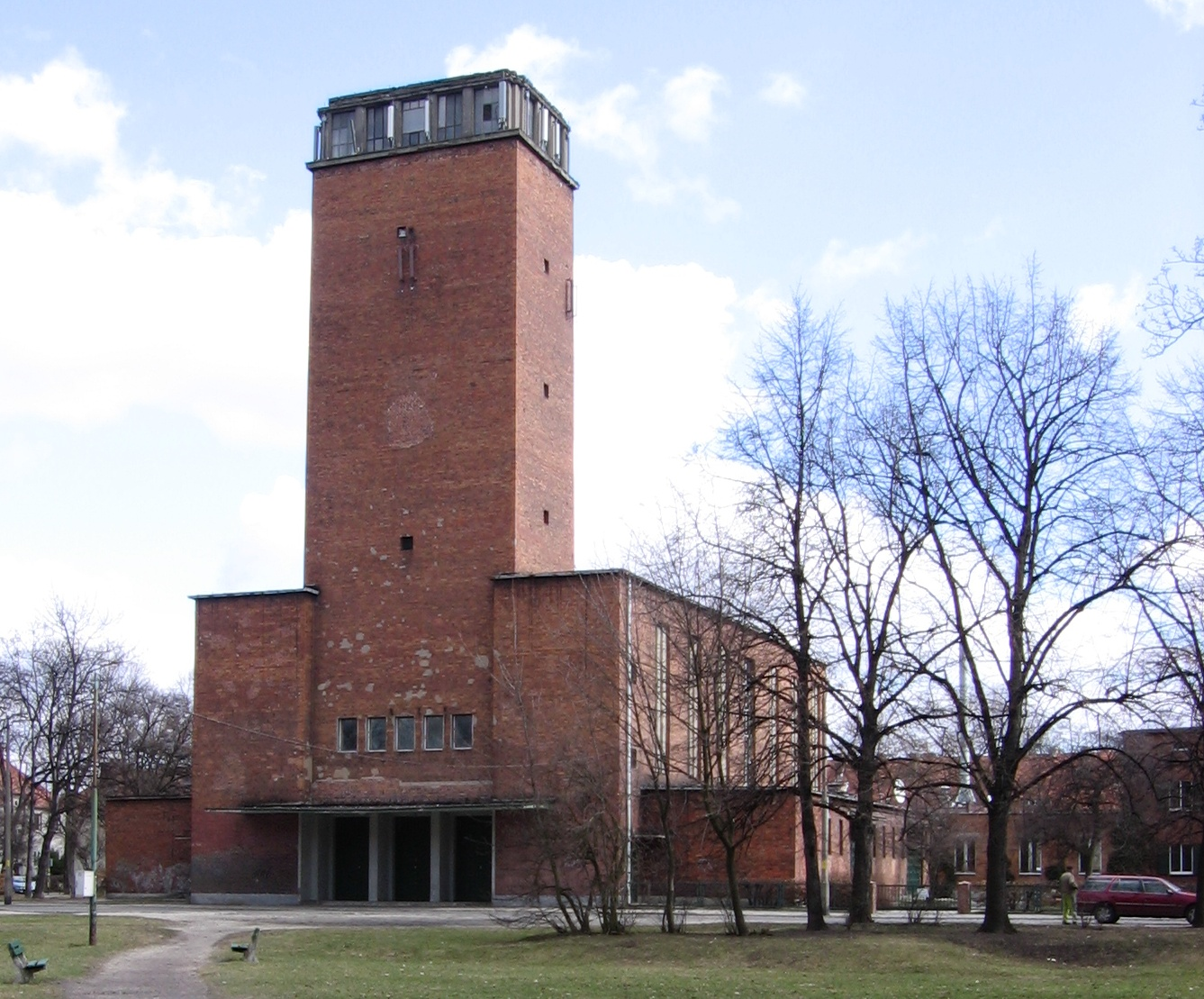
Ewangelicki kościół Gustawa Adolfa, wcześniej znajdowało się tu Kino Światowid

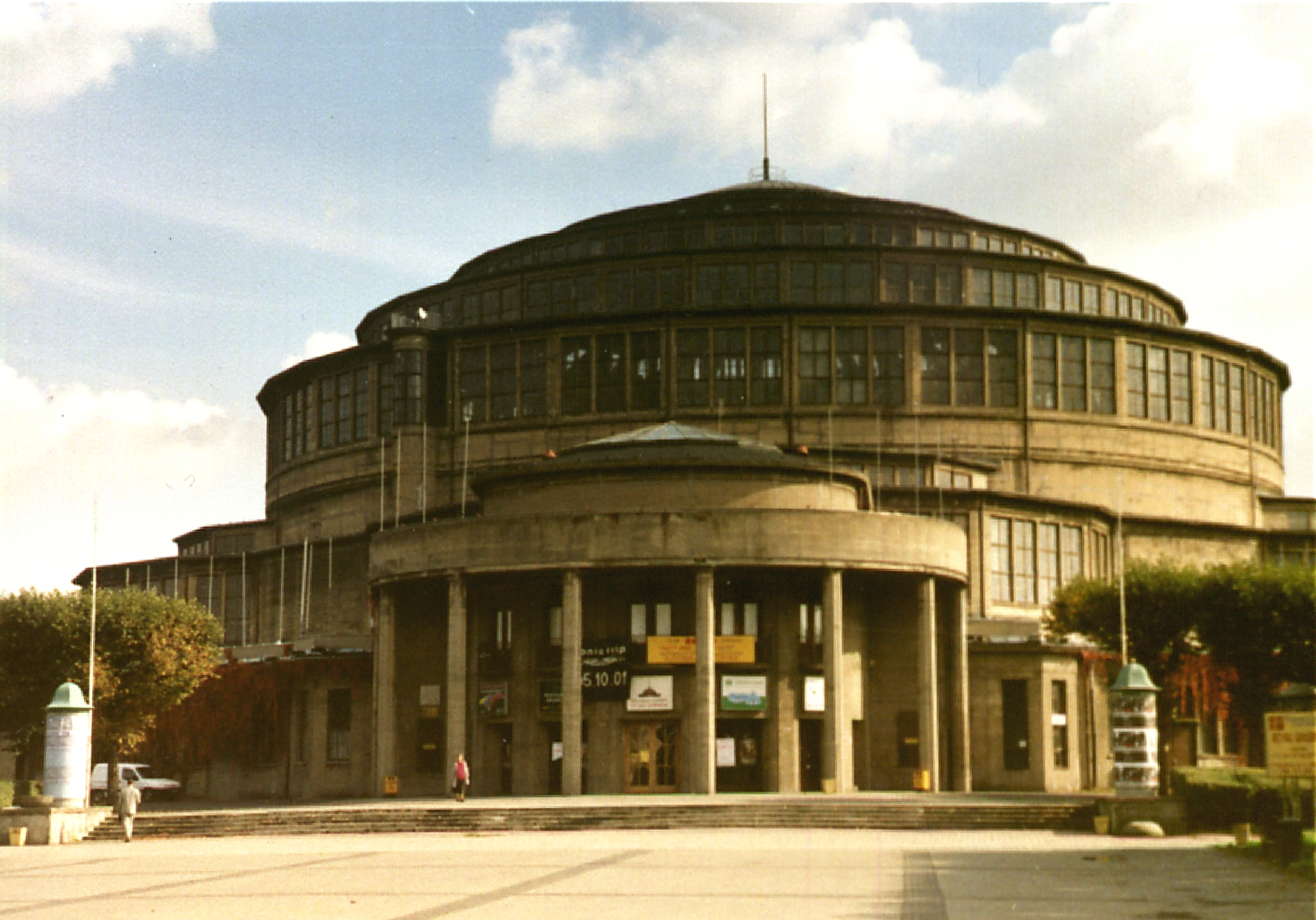
Wrocławska Hala Ludowa (obecnie Stulecia), w której znajdowało się największe kino w Polsce – Kino Gigant

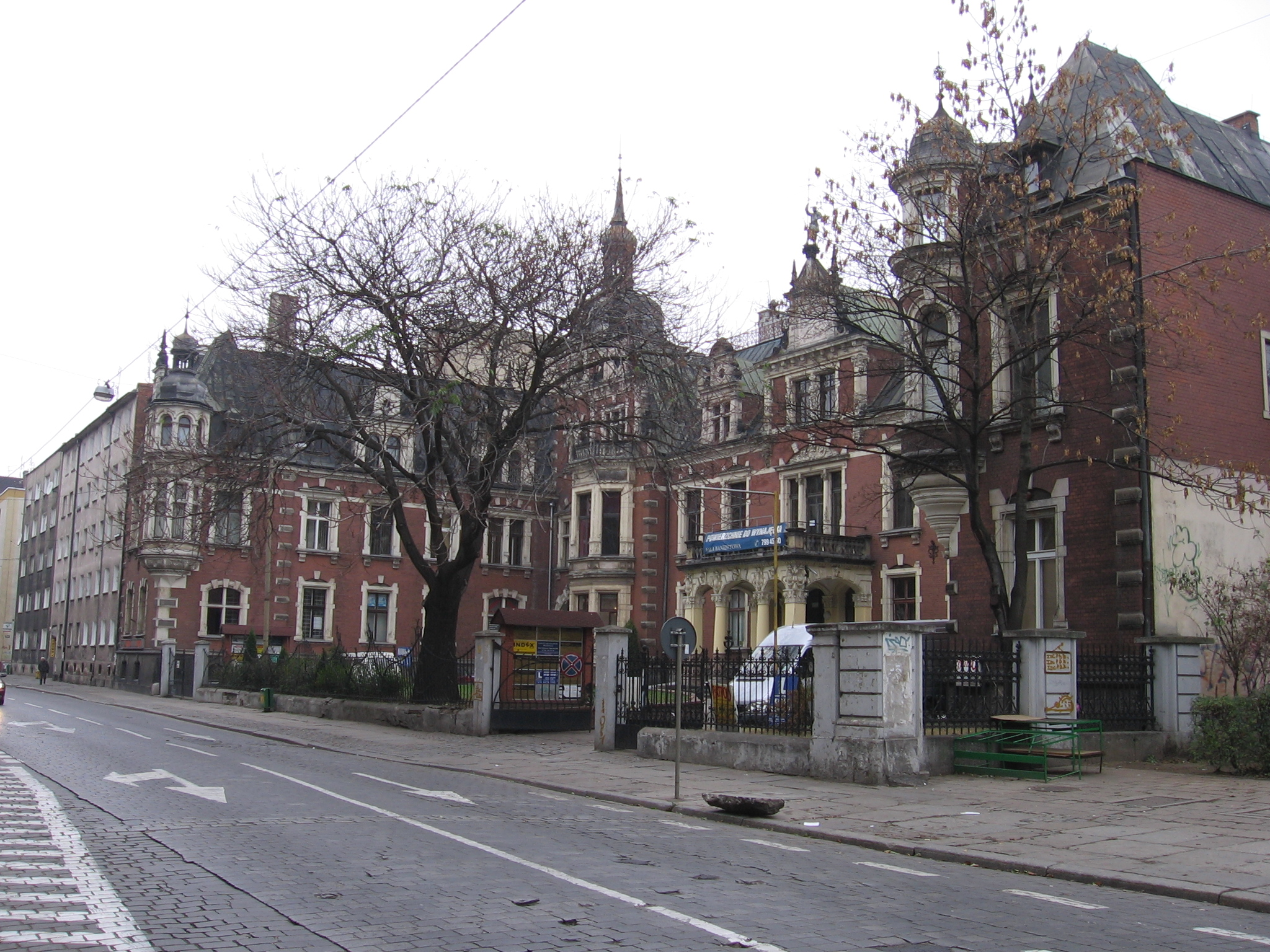
Pałacyk we Wrocławiu, w którym znajdowało się kino o tej samej nazwie

Pierwsze działania na rzecz odbudowy kin i ich uruchomienie miały miejsce już 17 lutego 1945 roku. Specjalna grupa wydelegowana do tego celu zwana Wydział Kinofikacji, podlegająca Ministerstwu Informacji i Propagandy, miała za zadanie zabezpieczyć ocalały sprzęt kinowy i budynki. Pierwsza projekcja odbyła się w Trzebnicy. Był to film polski pt. Do ciebie, Polsko. 29 kwietnia 1945 roku wydział obrał za swoją siedzibę Legnicę, gdzie otworzono pierwsze kina na Dolnym Śląsku – kino Polonia. Pod koniec roku 1945 Okręgowy Wydział Kinofikacji przeniósł się do Wrocławia.
Pierwszym kinem w powojennym Wrocławiu było kino Warszawa, powstałe w miejscu przedwojennego kina Palast-Theater, przy ulicy wówczas Karola Świerczewskiego (obecnie Józefa Piłsudskiego). Kino otwarto 16 czerwca 1945 roku, a premierowym filmem był Majdanek.
Pod koniec 1945 roku we Wrocławiu działały trzy kina: kino Polonia (otwarta 13 września) i Pionier (13 października). 1 stycznia 1946 roku zostało otwarte kino Śląsk w miejsce dawnego kina Capitol. Premierowym filmem byłSrebrna flota. W tym samym roku otwarto kolejne kina: Tęcza (14 sierpnia), Fama (28 sierpnia) i Odra (listopad). Popularność seansów kinowych wśród wrocławian rosła w 1946 roku z miesiąca na miesiąc. W grudniu 1945 roku liczba widzów sięgała 47 512, a w marcu 1946 roku 84 143 widzów. Pod koniec 1946 roku liczba widzów w siedmiu kinach wrocławskich wzrosła do 1,5 mln. W mieście działały również kina ruchome. Od 1947 działało Kino Promień; znajdowało się na rogu ulic Promień i Karola Olszewskiego na Sępolnie. Znajdowało się w drewnianym budynku i miało 80 miejsc. Po Wystawie Ziem Odzyskanych zostało zlikwidowane. Obecnie znajduje się tam Prywatna Klinika Okulistyczna.

### 1950
W 1951 roku we Wrocławiu istniało już 15 kin.
- Kino Dworcowe – znajdowało się na kolejowym Dworcu Głównym (ul. Józefa Piłsudskiego 105). Miało spełniać funkcję poczekalni dla podróżnych. Otwarte zostało w 1948 roku i miało 113 miejsc[20]. W 2004 roku zostało przekształcone w Kino DworcOFFe by w 2007 roku 2 lutego zakończyć swoją działalność. W 2008 roku zostało reaktywowane i działa pod nazwą Akademickie Centrum Filmowe – ACF Dworcowe.
- Kino Fama – znajdowało się przy ulicy Bolesława Krzywoustego 286 w dzielnicy Psie Pole. Otworzone w kamienicy, gdzie znajdowała się Gospoda Pod Żółtymi Lwami 28 sierpnia 1945 roku. Posiadało salę kinowa na 214 miejsc. Zostało zamknięte w połowie lat 90.
- Kino Letnie – sezonowe kino przy ulicy Karola Olszewskiego 15 czynne 10 lat do początku lat sześćdziesiątych.
- Kino Młodzieżowe – znajdowało się przy ul. Partyzantów.
- Kino Ognisko – znajdowało się przy Skwerze Obrońców Helu 1, na Karłowicach[21] Miało sale kinową na 321 osób. Zostało zamknięte w 2003 roku.
- Kino Pionier – znajdowało się przy ulicy Jedności Narodowej 71 w dawnym budynku Titania Theater. Mieściło 256 widzów[22].
- Kino Pokój – znajdowało się w budynku Wrocławskiej Wytwórni Filmów Fabularnych. Zostało otwarte w 1949 roku, posiadało 820 miejsc. Kino znajdowało się w wielkiej hali (obecnie dwa studia filmowe) i wyświetlało filmy propagandowe. Zostało zamknięte w 1953 roku.
- Kino Scala – znajdowało się przy ulicy Mikołaja 26 (budynek wyburzono w czerwcu 1999 roku.) Było kontynuatorem przedwojennego kina niemieckiego pod tą sama nazwą. Po zamknięciu kina Pokój znajdującego się we Wrocławskiej Wytwórni Filmów Fabularnych, w 1955 roku przejęło nazwę po tym kinie. Zostało zamknięte w latach 80. W czerwcu 1999 roku budynek został wyburzony.
- Kino Polonia – studyjne kino znajdowało się przy ulicy Stefana Żeromskiego 53/55, otwarte 13 września 1945 a zamknięte 13 grudnia 2001 roku. W kinie mogło zasiąść 362 widzów. W 2004 roku w budynku kina otworzono "Klub w starym kinie". 7 maja 2010 roku Odra Film sprzedał budynek prywatnemu inwestorowi, a w 2016 roku zapadła decyzja o jego rozbiórce[23]
- Kino Przodownik – znajdowało się przy dawnej ulicy Przodowników Pracy 15 (obecnie kino Lwów). Kino powstało w budynku wybudowanym w 1897, który był domem masońskim zaprojektowanym przez Adolfa Radinga. Miało sale na 719 miejsc na dwóch poziomach.
- Kino Pawilon – znajdowało się na byłych terenach wystawowych naprzeciw Hali Ludowej. Budynek należy do Ogrodu Zoologicznego i znajdują się w nim zimowe pomieszczenia z klatkami dla lwów.[24]
- Kino Robotnik – znajdowało się przy ulicy Średzkiej 25 i miało salę kinową na 245 widzów
- Kino Sygnał – znajdowało się przy ulicy Chińskiej 4 na Brochowie. W miejscu tym otwarto następnie przychodnię lekarską.
- Kino Śląsk – znajdowało się przy ulicy Józefa Piłsudskiego 67 (obecnie Teatr Muzyczny Capitol), aktywowane na miejsce przedwojennego kina niemieckiego Schauburg[25]. Zostało zamknięte w 2002 roku.
- Kino Tęcza – znajdowało się przy ulicy Tadeusza Kościuszki 177, koło ulicy Stacha Świstackiego. Mogło pomieścić 250 widzów.
- Kino Warszawa – przy ulicy Józefa Piłsudskiego, mogło pomieścić 600 widzów, w 1996 otwarto małą salę na 90 miejsc. Od 2011 r. w tym miejscu znajduje się Dolnośląskie Centrum Filmowe.

W połowie lat 60. we Wrocławiu działało 31 kin stacjonarnych i dwa kina ruchome oraz kilkanaście kin społecznych.

### 1960
W 1960 roku we Wrocławiu kina zostały podzielone na cztery kategorie.
Podział kin na kategorie na rok 1960
| Kino              | Kategoria | Opis kina |
| ----------------- | --------- | --- |
| Śląsk             | „0”       | |
| Gigant            | „0”       | Znajdowało się w Hali Ludowej, przy ulicy Wystawowej 1 (obecnie hala Stulecia). Było największym kinem w Polsce, mogącym pomieścić 2000 widzów (w statystykach 5400 miejsc), jego ekran miał wymiary 22 na 18 metrów. Pierwszym wyświetlanym filmem był Jezioro Łabędzie i Hello Dolly. (z taśmy 70 mm) |
| Pokój             | kl.I      | |
| Warszawa          | kl.I      | |
| Baśń              | kl.II     | Znajdowało się przy ulicy ks. Stanisława Brzóski na Sępolnie w budynku obecnego kościoła ewangelickiego na tyłach kina Światowid. Miało 178 miejsc. Zostało zamknięte w latach 90. |
| Kubuś             | kl.II     | Znajdowało się przy ulicy Harcerskiej 23, na osiedlu Oporów. Było to kino ze 120 miejscami. Zostało otwarte w 1960 roku a zamknięte w latach osiemdziesiątych. W 2001 roku budynek spłonął, a w 2005 roku został zburzony.                                                                              |
| Lalka             | kl.II     | Kameralne kino działające nadal. Znajduje się przy ulicy Bolesława Prusa 32. Ma salę na 390 miejsc. W kinie organizowane są cykle filmów polskiego i światowego kina dokumentalnego. Przed wojną w tym miejscu istniało niemieckie kino Festspielhaus;                                                  |
| Pionier           | kl.II     | |
| Polonia           | kl.II     | |
| Przodownik        | kl.II     | (obecnie kino Lwów) |
| Dworcowe          | kl.III    | |
| Fama              | kl.III    | |
| Lech              | kl.III    | Znajdowało się pod adresem Belojannisa 3 (obecnie: ul. Samborska) na Muchoborze Wielkim |
| Ognisko           | kl.III    | Znajdowało się przy ulicy Skwer Obrońców Helu 1, na Karłowicach (Psie Pole). |
| Paloma            | kl.III    | Znajdowało się przy ulicy Żernicka 223 na Żernikach. Miało salę kinową przeznaczoną dla 252 widzów. |
| Piast             | kl.III    | Znajdowało się przy ul. Rękodzielniczej 1 (od skrzyżowania z Murarską do skrzyżowania z Koszykarską). Miało salę na 162 widzów. |
| Piwnica Świdnicka | kl.III    | Kino kameralne, znajdowało się w samym Rynku Wrocławia, pod ratuszem. Miało salę na 60 miejsc. |
| Robotnik          | kl.III    | |
| Tęcza             | kl.III    | kino znajdowało się przy ulicy Tadeusza Kościuszki 177 |
| Wyzwolenie        | kl.III    | ? |

### 1970
W 1970 roku we Wrocławiu działało już 27 kin.
Podział kin według dzielnic na lata 1970
| Kino              | Dzielnica    | Opis kina |
| ----------------- | ------------ | --- |
| Śląsk             | Stare Miasto | |
| Pokój             | Stare Miasto | |
| Warszawa          | Stare Miasto | |
| Dworcowe          | Stare Miasto | |
| Piwnica Świdnicka | Stare Miasto | |
| Klub Dziennikarza | Stare Miasto | Kameralne kino III kategorii, mieszczące się przy ulicy Świdnickiej i mogące pomieścić 60 osób. |
| Klubowe           | Stare Miasto | Znajdowało się przy pl. Teatralnym w dawnym gmachu T.P.P.R. Miało 280 miejsc. |
| Śnieżka           | Stare Miasto | Znajdowało się przy pl. Muzealnym 16, późniejsze kino Oscar. Mogło pomieścić 400 osób |
| Gigant            | Śródmieście  | |
| Polonia           | Śródmieście  | |
| Pionier           | Śródmieście  | |
| Lalka             | Śródmieście  | |
| Światowid         | Śródmieście  | Znajdowało się przy ulicy ks. Stanisława Brzóski 1, na Sępolnie w budynku obecnego kościoła ewangelickiego. Zostało otwarte na początku lat 60., a zamknięte pod koniec lat 90. Miało salę kinową na 460 miejsc. |
| Przodownik        | Krzyki       | |
| Tęcza             | Krzyki       | Kameralne, jednosalowe kino znajdowało się przy ulicy Tadeusza Kościuszki 177 |
| Oko               | Krzyki       | (Okręgowy Klub Oficerski) – znajdowało się przy ulicy Bernarda Pretficza 24, w budynku Garnizonowego Klubu Oficerskiego. Kino miało płaską widownię;                                                             |
| Sygnał            | Krzyki       | ? |
| Paloma            | Fabryczna    | |
| Piast             | Fabryczna    | |
| Lech              | Fabryczna    | |
| Robotnik          | Fabryczna    | |
| Kubuś             | Fabryczna    | |
| Zamek             | Fabryczna    | Znajdowało się przy ulicy Średzkiej w Leśnicy. Kino znajdowało się w budynku pałacu barokowego przebudowanego z dawnego zamku piastowskiego i miało widownię na 165 miejsc.                                      |
| DK Pafawag        | Fabryczna    | Znajdowało się przy ul. Chociebuska 4-6 (róg Nowodworskiej), na Nowym Dworze. Mogło pomieścić 300 osób. Następnie otwarto tam ośrodek kultury.                                                                   |
| Ognisko           | Psie Pole    | |
| Fama              | Psie Pole    | |
| Wodomierz         | Psie Pole    | Znajdowało się przy ulicy Jana Długosza 2/6. Miało salę kinową z balkonem o łącznej liczbie 513 miejsc. |
| Cukrownik         | Psie Pole    | Znajdowało się na Sołtysowicach |

### Pozostałe nieistniejące już kina
W latach późniejszych powstały nowe lub zastępowały zamknięte kina:
- Kino Atom – znajdowało się przy ulicy Józefa Piłsudskiego 74 w budynku NOT-u. Powstało w 2000 roku, w miejsce wrocławskiego Dyskusyjnego Klubu Filmowego, zamknięte 26 kwietnia 2008[27] Kino mieściło się w dawnej sali senatu śląskiego, która została w latach trzydziestych przekształcona w salę kinową.
- „Klub Dziennikarza – kino znajdowało się przy ulicy Świdnickiej,
- Kino Mozaika (DK Budowlanych) – znajdowało się przy ulicy Braniborskiej, zamknięte w 2002 roku;
- Kino MDK  znajdowało się przy ulicy Hugona Kołłątaja 20, w Młodzieżowym Domu Kultury
- Kino Odra – znajdowało się przy ulicy Hugona Kołłątaja, zamknięte w latach pięćdziesiątych. Później w latach 1970–1972 powstało inne kino o tej nazwie i znajdowało się na Osobowicach, przy ulicy Osobowickiej 89 w dawnym Domu Żeglarza,
- Kino Oscar (dawniej kino Śnieżka) – znajdowało się przy pl. Muzealnym 16. Miało dwie sale kinowe. Zostało zamknięte 17 sierpnia 2003[28]. Obecnie w budynku znajduje się Dom Klubowy Policji.
- Kino Dom Kultury „Pafawag”- znajdowało się na Nowym Dworze, miało dwie sale projektowe;
- Kino Pałacyk – znajdowało się przy ul. Tadeusza Kościuszki 34, zamknięte w 2003 roku.
- Kino Semafor – znajdowało się na Brochowie
- Kino Studio – znajdowało się przy ulicy Popowickiej, zamknięte w 2002 roku
- Kino Tuptuś
- Kino Torpiast – kino letnie, znajdowało się przy ulicy Księcia Witolda, na Kępie Mieszczańskiej. W zimie znajdowało się tam sztuczne lodowisko.
- Kino Włókniarz znajdowało się przy ulicy Stabłowickiej 80, na Stabłowicach

Liczba kin na przestrzeni lat 1945–2008
| Lata | Liczba kin |
| ---- | ---------- |
| 1945 | 3          |
| 1946 | 7          |
| 1951 | 15         |
| 1960 | 20         |
| 1965 | 31         |
| 1970 | 27         |
| 1990 | 16         |
| 1997 | 13         |
| 2008 | 9          |

## 2009-2017
Po roku 2007 większość seansów kinowych koncentrowało się w powstających multikinach o wielu salach kinowych.

### Kina należące do sieci multipleksów

#### Multikino
- Kino Klub Filmowy Ferment w Multikinie Pasaż Grunwaldzki – znajduje się przy Placu Grunwaldzkim 22. Kompleks został otwarty 10 maja 2007 roku, ma jedenaście sal kinowych z łącznie 2578 miejsc.

- Centrum Handlowym Arkady Wrocławskie przy ulicy Powstańców Śląskich 2/4. Zostało otwarte 31 maja 2007 roku i miało dziesięć sal kinowych o łącznej liczbie miejsc 2857. Po dziesięciu latach funkcjonowania zakończyło swoją działalność[29].

#### Helios
- Kino Helios – w centrum handlowym Magnolia Park przy ulicy Legnickiej 58. Otwarte w 2007 roku. Miało siedem sal na 1230 widzów[30].
- Kino Helios – przy ul. Kazimierza Wielkiego 19a-21 Zamknięty w 2012 roku. Miało dziewięć klimatyzowanych sal kinowych na łączną liczbę miejsc 2349. W kinie znajdowały się dwa bary, kawiarenka i parking podziemny.

#### Cinema City
- Cinema City – przy Centrum Handlowym Korona przy ulicy Bolesława Krzywoustego 126C. Miało dziewięć sal kinowych od 156 do 333 miejsc. Łącznie ponad 2000 miejsc.

### Kina studyjne

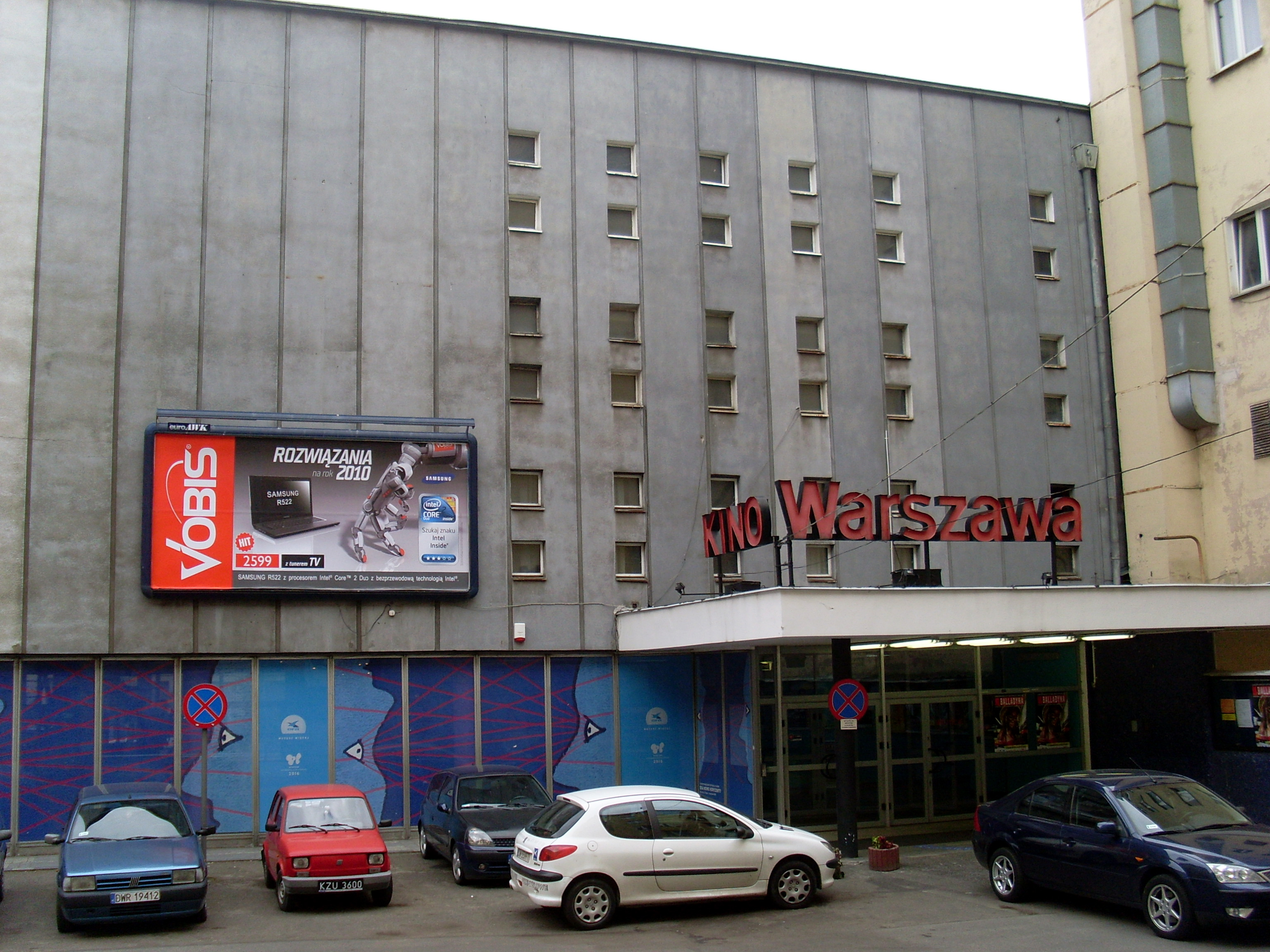
Kino Warszawa

- Akademickie Centrum Filmowe – ACF Dworcowe – reaktywowane w miejsce Kina Dworcowego w 2008 roku. Znajdowało się na kolejowym Dworcu Głównym (ul. Józefa Piłsudskiego 105). Kino należało do Sieci Kin Studyjnych i sieci Europa Cinemas. W repertuarze były głównie filmy europejskie. Po remoncie dworca kino zostało zamknięte.
- Kino Warszawa – znajdowało się przy ulicy Piłsudskiego 64[31]. W 2011 roku kino przeszło gruntowny remont. W miejsce dawnego kina powstało Dolnośląskie Centrum Filmowe. Kino zyskała 2 nowe sale. W czterech klimatyzowanych salach może się pomieścić łącznie 599 widzów[32][33].
- Kino Lwów – znajdowało się przy ulicy al. Józefa Hallera 15. Zostało otwarte w połowie lat pięćdziesiątych na bazie zniszczonego przedwojennego kina niemieckiego Rex Film Palast. Kino zostało zamknięte w 2011 roku[34].
- Kino Lalka – znajdowało się przy ulicy Bolesława Prusa 32 w miejscu przedwojennego kina Festspielhaus. W kinie organizowane były cykle filmów polskiego i światowego kina dokumentalnego. Należało do Sieci Kin Studyjnych. W kinie mieścił się DKF Kino Minionej Epoki. Kino zamknięto w 2011 roku[34].
- Kino Nowe Horyzonty – powstałe w 2012 roku na miejscu Kina Helios istniejącego przy ul. Kazimierza Wielkiego 19a-21. W repertuarze ma tzw. filmy kina artystycznego i autorskiego[35]. Ma dziewięć klimatyzowanych sal kinowych na łączną liczbę miejsc 2329[36].

### Filmowe kluby dyskusyjne
- DKF Politechnika – dyskusyjny klub filmowy mieszczący się w budynku głównym Politechniki Wrocławskiej na Wybrzeżu Wyspiańskiego 27
- DKF Międzyszkolny – dyskusyjny klub filmowy mieszczący się w Młodzieżowym Domu Kultury przy ulicy Hugona Kołłątaja 20

## 2017-2024
Po 2017 roku we Wrocławiu funkcjonowały trzy multipleksy z 47 salami kinowymi (łącznie) oraz trzy kina studyjne.

### Kina studyjne
- Dolnośląskie Centrum Filmowe (dawne Kino Warszawa) przy ulicy Piłsudskiego 64
- Kino Nowe Horyzonty – przy ul. Kazimierza Wielkiego 19a-21
- OH Kino (10 sal) kino otwarte 26 października 2017 roku w miejscu dawnego kina Multikina w centrum Handlowym Arkady Wrocławskie[37]. Funkcjonowało do 30 kwietnia 2024, a zostało zamknięte ze względu na zlikwidowanie centrum handlowego w Arkadach Wrocławskich i planów wyburzenia budynku.[38]

### Kina należące do sieci multipleksów

#### Cinema City
- Cinema City+IMAX – mieści się w otwartym 18 października 2017 roku centrum handlowym Wroclavia, przy ulicy Suchej 1. Posiada 20 sal, w tym jedyną we Wrocławiu salę IMAX, salę 4DX i 3 sale VIP. 3 sale kinowe wyposażone są w system dźwiękowy Dolby Atmos[39].
- Cinema City – w Centrum Handlowym Korona, przy ulicy Bolesława Krzywoustego 126C.

#### Multikino
- Multikino – znajduje się przy Placu Grunwaldzkim 22 w centrum handlowym Pasaż Grunwaldzki;

#### Helios
- Helios – znajduje się w Magnolia Park przy ulicy Legnickiej 58;
- Ponadto kino sieci Helios znajduje się w Alei Bielany w Bielanach Wrocławskich.

## 2024

### Kina studyjne
- Dolnośląskie Centrum Filmowe (dawne Kino Warszawa) przy ulicy Piłsudskiego 64 (4 sale)
- Kino Nowe Horyzonty – przy ul. Kazimierza Wielkiego 19a-21 (9 sal)

### Kina należące do sieci multipleksów

#### Cinema City
- Cinema City+IMAX – mieści się w otwartym 18 października 2017 roku centrum handlowym Wroclavia, przy ulicy Suchej 1. Posiada 20 sal, w tym jedyną we Wrocławiu salę IMAX, salę 4DX i 3 sale VIP. 3 sale kinowe wyposażone są w system dźwiękowy Dolby Atmos[40].
- Cinema City – w Centrum Handlowym Korona, przy ulicy Bolesława Krzywoustego 126C (9 sal)

#### Multikino
- Multikino – znajduje się przy Placu Grunwaldzkim 22 w centrum handlowym Pasaż Grunwaldzki (11 sal)

#### Helios
- Helios – znajduje się w Magnolia Park przy ulicy Legnickiej 58 (7 sal)
- Ponadto kino sieci Helios znajduje się w Alei Bielany w Bielanach Wrocławskich (8 sal)